# Peter Gustaf Tengmalm
Peter Gustaf Tengmalm, né le 29 juin 1754 à Stockholm et mort le 27 août 1803 à Västerås, est un médecin et ornithologue suédois.

## Biographie
Peter Gustaf Tengmalm est né à Stockholm et a étudié la médecine à l'université d'Uppsala. Il a passé son temps libre à étudier les oiseaux et est devenu un taxidermiste accompli. Il a obtenu son diplôme en 1785 et s'est installé dans la ville d'Eskilstuna, où il a travaillé comme médecin provincial. En 1792, il se rend en Écosse et en Angleterre, où il rencontre d'autres naturalistes, dont Joseph Banks, et retourne à Stockholm l'année suivante.
Tengmalm devient alors médecin militaire pour le Västmanland. Il a rédigé des articles sur la médecine et l'ornithologie pour l'Académie royale des sciences de Suède, dont il est devenu membre en 1797. Il meurt de dysenterie, qu'il a attrapée chez ses patients lors d'une épidémie.
Tengmalm s'intéresse aux chouettes et améliore la classification des chouettes de Carl von Linné dans un article présenté à l'Académie des sciences. Johann Friedrich Gmelin a donné son nom à une chouette en 1788 (Strix tengmalmi), croyant à tort que Tengmalm avait été le premier à la décrire. Elle a depuis été rebaptisée Aegolius funereus, mais le nom commun, la chouette de Tengmalm, persiste.

## Sources
- (en) Barbara Mearns et Richard Mearns, Biographies for Bird Watchers: The Lives of Those Commemorated in Western Palearctic Bird Names, Academic Press Inc., 1988, 464 p. (ISBN 978-0124874220)